# Battaglia di Grunwald (Matejko)
La battaglia di Grunwald è un dipinto a olio su tela di Jan Matejko che ritrae la battaglia di Grunwald e immortala la vittoria della coalizione composta dal Regno di Polonia e dal Granducato di Lituania contro l'Ordine teutonico nel 1410. La tela risale al 1878 ed è una delle rappresentazioni realizzate a scopo celebrativo più celebri relative alla storia della Polonia e della Lituania. L'opera è esposta nel Museo nazionale di Varsavia.
Il dipinto è incentrato sulla scena della morte del Gran Maestro dell'Ordine Teutonico, Ulrich von Jungingen; un'altra figura centrale è il granduca lituano Vitoldo il Grande, vestito di rosso e intento ad alzare una spada. Il dipinto, che è stato sia osannato sia criticato per la sua complessità, è una delle opere più note di Matejko e ha probabilmente contribuito ad accrescere la fama di cui gode la battaglia di Grunwald nell'immaginario collettivo polacco.

## Storia

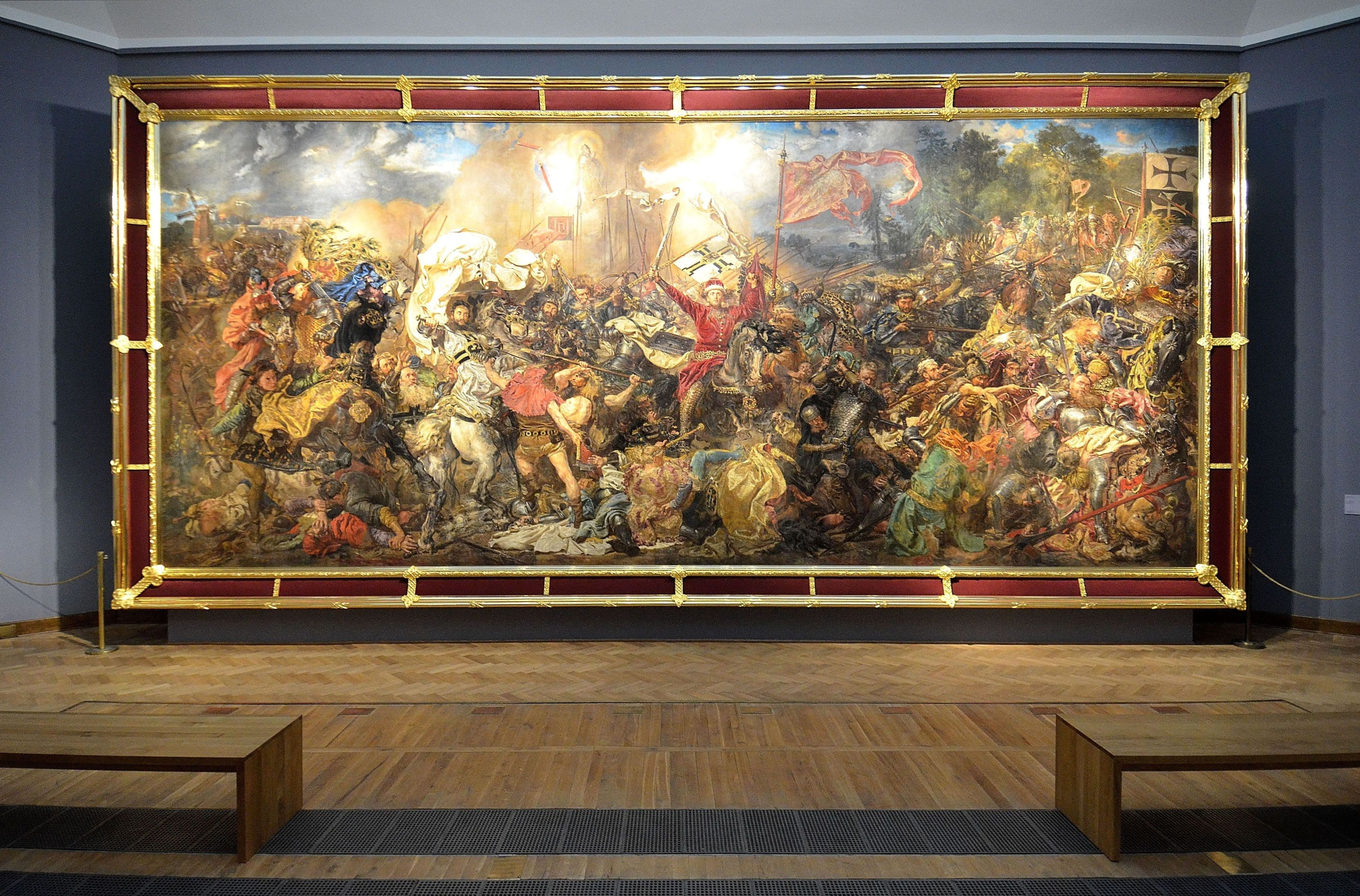
La battaglia di Grunwald esposta nel Museo nazionale di Varsavia

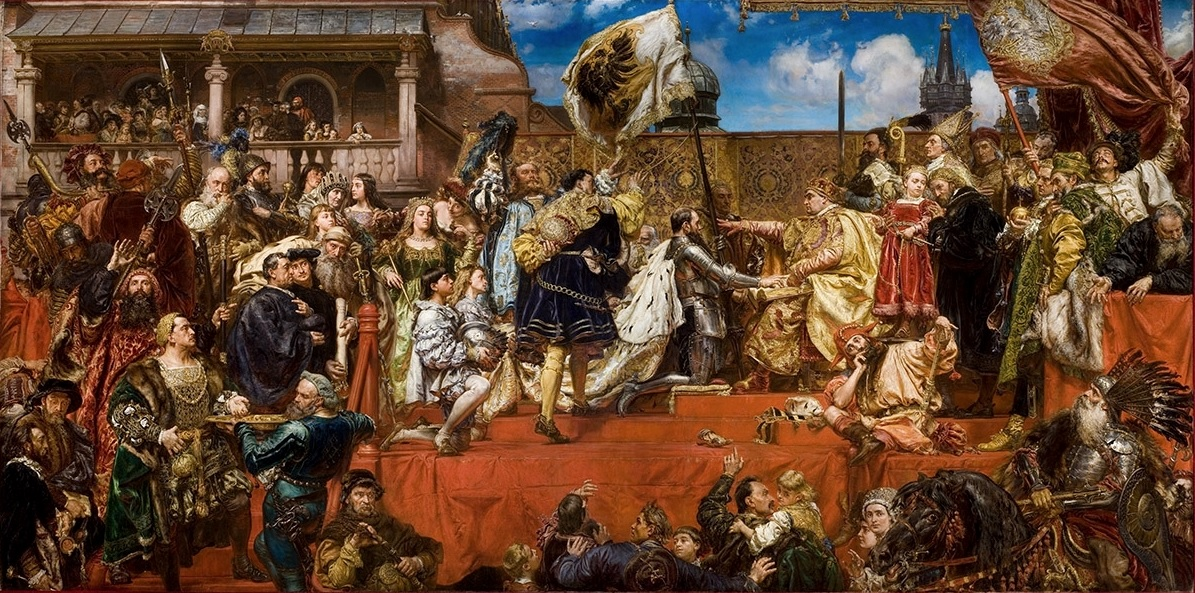
Omaggio prussiano. Museo nazionale di Cracovia

Matejko iniziò a trarre ispirazione per il suo dipinto nel 1871, cominciando a dipingere la tela nel 1872 e terminando i lavori nel 1878. Poco dopo ricevette uno scettro dal consiglio comunale di Cracovia nel corso di una cerimonia ufficiale, a titolo di riconoscimento per il suo operato e per la sua grande fama come artista polacco. Il dipinto fu venduto quell'anno a Dawid Rosenblum, un acquirente privato di Varsavia. Esposto in numerose mostre internazionali, nel 1902 fu acquistato dagli eredi di Rosenblum dalla Società per il patrocinio delle belle arti (Towarzystwo Zachęty Sztuk Pięknych) ed esposto a Varsavia.
Come molte altre opere, la Battaglia di Grunwald fu nascosta durante l'occupazione della Polonia compiuta da parte della Germania nazista. Insieme all'Omaggio prussiano, fu una delle due opere d'arte in cima alla lista dei dipinti "più ricercati" stilata dai nazisti, che si impegnarono in un'azione sistematica di distruzione fisica di tutti i manufatti della cultura polacca durante la seconda guerra mondiale. Joseph Goebbels fissò una taglia di dieci milioni di marchi tedeschi destinati a chiunque avesse reperito il dipinto; diversi membri della resistenza polacca furono giustiziati dai tedeschi quando si rifiutarono di confessare dove si trovasse la tela, nonostante gli interrogatori e le torture. Il dipinto sopravvisse agli anni del conflitto venendo nascosto vicino a Lublino.
Restaurata dopo la seconda guerra mondiale, dal 1949 la pittura a olio è esposta nel Museo nazionale di Varsavia. Nel 1999 la Battaglia di Grunwald raggiunse la Lituania, dove i critici baltici la giudicarono in maniera positiva perché vi è raffigurato Vitoldo, considerato lì un eroe nazionale. All'inizio degli anni Duemila, divenne necessario eseguire un restauro. Nel 2010, le cattive condizioni della tela hanno impedito di poterla esporre in una mostra speciale al castello del Wawel organizzata in occasione del 600º anniversario della battaglia. Il dipinto fu restaurato soltanto dopo, con i lavori che terminarono nel 2012. Dopo queste operazioni il dipinto tornò nuovamente a fare la sua comparsa al Museo nazionale della capitale polacca.

## Composizione
La Battaglia di Grunwald è un dipinto di Matejko che ritrae eventi relativi alla storia della Polonia e alla Lituania, in particolare una delle lotte conclusive della secolare crociata lituana. Lo scontro rappresentato si ispira alla vittoria che la coalizione polacco-lituana riportò contro l'Ordine teutonico nel 1410 nei dintorni di Grunwald. Al centro del dipinto si può vedere il granduca lituano Vitoldo il Grande, vestito di rosso con la spada alzata. Quest'ultimo occupa una posizione più importante nel dipinto rispetto a suo cugino, il re polacco Ladislao II Jagellone (conosciuto come Jogaila in Lituania), che è presente in secondo piano e a cavallo in alto a destra. Secondo i critici d'arte moderni Len Scales e Oliver Zimmer, con la decisione di concentrarsi maggiormente su Vitoldo piuttosto che su Ladislao II, Matejko volle a suo modo rimarcare l'importanza della Lituania per la Polonia e i grandi risultati conseguiti per merito dell'unione polacco-lituana. Altri studiosi hanno notato che questa collocazione fu probabilmente influenzata dall'affidamento di Matejko agli scritti di Jan Długosz, il quale attribuiva maggiore importanza a Vitoldo anziché a Ladislao II. Secondo alcune fonti polacche, al contrario fu il re della Polonia ad assegnare gli ordini durante la battaglia. Dal canto loro, le fonti lituane sostengono che Vitoldo giocò un ruolo chiave nella battaglia, comandando sul campo le truppe e compiendo la decisiva tattica della finta ritirata. Nel cielo e al di sopra dello scontro, San Stanislao, patrono della Polonia, assiste alla prosecuzione dei combattimenti.
Un'altra scena centrale si concentra sulla morte del Gran maestro dell'Ordine teutonico, Ulrich von Jungingen. Vestito con gli abiti bianchi dell'Ordine e in sella a un cavallo bianco, von Jungingen viene ucciso da due figure anonime, che la storica dell'arte Danuta Batorska identifica come «contadini lituani dalle fattezze rozze». Uno di loro brandisce una lancia di San Maurizio (uno degli oggetti associato alla reliquia religiosa nota come lancia sacra). Secondo lo storico dell'arte Jarosław Krawczyk, ciò implica che Matejko giudicò la morte di Jungingen come una punizione per aver preso le armi contro un altro sovrano cristiano. Accanto al lanciere c'è un boia, che simboleggia la punizione che von Jungingen ricevette per le incursioni e i saccheggi dell'Ordine compiuti prima della battaglia contro la gente comune. Queste figure simboliche rientrano nelle tante licenze artistiche che Matejko intese conferire al suo dipinto; gli studiosi moderni ritengono che von Jungingen morì in un duello di cavalleria, non per mano di un contadino.
Tra gli altri personaggi di rilievo raffigurati nel dipinto si segnalano:
- Marcin di Wrocimowice, cavaliere e diplomatico polacco, tiene lo stendardo polacco al centro, accanto a Vitoldo;[3][9]
- Zyndram di Maszkowice, un altro cavaliere polacco, tiene una spada sulla testa di von Jungingen;[3][9]
- Mikołaj Skunarowski (noto anche come Skunaczewski), un altro cavaliere polacco che si trova in piedi accanto a Zyndram; dopo la battaglia sarebbe stato inviato con lo stendardo della cattura a Cracovia, al fine di testimoniare l'avvenuta vittoria;[9]
- Werner von Tettingen, cavaliere tedesco e uno dei comandanti dell'Ordine Teutonico, assiste impotente alla morte del Gran maestro dal lato sinistro del dipinto;[3][8]
- Casimiro V, duca di Pomerania, alleato dell'Ordine e collocato vicino a von Tettingen, viene fatto prigioniero dal cavaliere Jakub Skarbek z Góry e dal suo scudiero;[3][8]
- Corrado VII il Bianco, fatto prigioniero sullo sfondo, e Kuno von Lichtenstein, che sta morendo. Matejko ritrae Konrad come un traditore, mentre il cavaliere tedesco von Lichtenstein viene mostrato mentre muore con onore;[3][9]
- Jan Žižka, situato a destra. Fu un boemo alleato della Polonia che si distinse poi in futuro per i suoi legami con gli hussiti. Nella tela uccide un cavaliere tedesco di nome Heinrich von Schwelborn;[3][9][10]
- Zawisza Czarny, un cavaliere e nobile polacco che accanto a Žižka uccide un altro cavaliere tedesco;[3][10]
- Domarat Grzymalczyk di Kobylany, un altro cavaliere polacco e futuro castellano di Lublino che si trova a destra di Zawisza, con un elmo d'acciaio lucido;[10]
- Il cavaliere tedesco Marquard von Salzbach, che viene catturato da un guerriero dall'aspetto selvaggio, probabilmente un tartaro[3] o un cosacco;[10]
- Johan von Wenden, un cavaliere tedesco che stringe l'abito di von Salzbach;[10]
- Il futuro Gran maestro Heinrich von Plauen, anch'egli a destra del dipinto, fugge per organizzare la difesa dei resti del territorio dell'Ordine;[2][3][10]
- Krzysztof, vescovo di Lubecca, posizionato alle spalle di von Plauen e così indicato da Matejko. Gli storici moderni, tuttavia, non sono riusciti ad associare questa figura ad alcun personaggio storico, in quanto non esisteva nessun vescovo con quel nome nella Lubecca dell'epoca o nei suoi dintorni;[10]
- Jan Długosz di Niedzielsk, cavaliere e dignitario polacco che si trova alla destra di von Plauen e padre del cronista Jan Długosz;[10]
- Il futuro cardinale Zbigniew Oleśnicki, uno dei consiglieri di Ladislao II.[3] Vicino a Ladislao si trovano anche il suo parente, Zygmund Korybut, il vice cancelliere della Corona Mikołaj Trąba e Siemowit IV, duca di Masovia.[10] Al livello del terreno, sotto Oleśnicki, si trova il corpo del cavaliere tedesco Dippold Kikeritz, il quale tentò invano di caricare Ladislao II.[10]

Matejko combinò tre fasi cruciali della battaglia in un unico quadro: l'attacco disperato tentato del cavaliere tedesco Kökeritz a Ladislao II, la morte del Gran maestro e la conquista dell'accampamento teutonico (immortalata in alto a sinistra). A differenza di molti altri dipinti di battaglie, la Battaglia di Grunwald non separa lo spettatore dall'azione, ma lo pone al centro della stessa. Matejko disse di essersi sentito come un "uomo posseduto" mentre realizzava il dipinto.
Il pittore si basò in parte sulla descrizione della battaglia contenuta nelle cronache di Długosz, circostanza che spiega diverse inesattezze storiche. In compenso, Matejko fu assai meticoloso nel rappresentare correttamente il terreno della battaglia, avendo visitato la località in cui avvenne il conflitto nel 1877.

## Giudizio critico

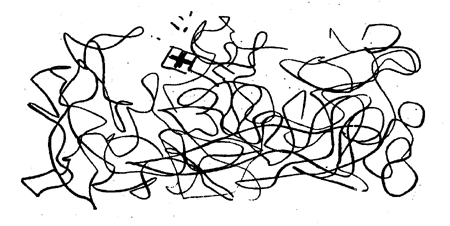
La parodia di Wyspiański del dipinto

Benché sia stata definita un'eccezionale rappresentazione di una scena di battaglia, la tela è stata altresì ritenuta molto di più di una semplice ricostruzione di una lotta sanguinosa. Si tratta di un quadro complesso, che necessita di uno sguardo attento; un critico francese, vedendolo a Parigi nel 1879, dichiarò che costituiva un museo a sé stante, in quanto richiedeva otto giorni di studio prima di poterlo apprezzare a fondo. Allo stesso tempo, i critici hanno sottolineato la rappresentazione irrealistica della battaglia e alcuni accessori anacronistici presenti nel dipinto. Altri hanno criticato la tela, giudicandola troppo affollata e caotica.
Il dipinto può essere visto come un avvertimento di Matejko a Otto von Bismarck, le cui politiche di germanizzazione (Kulturkampf) prendevano di mira la cultura polacca, ricordandogli la vittoria polacca riportata contro i teutonici. Nel complesso, il dipinto perseguiva lo scopo di risollevare gli animi del popolo polacco durante il periodo in cui la nazione aveva cessato di esistere a seguito della terza spartizione della Polonia e non esisteva più come Stato indipendente.
Il lavoro, una delle opere più note di Matejko e della pittura polacca in assoluto, ha probabilmente contribuito a far conoscere all'opinione pubblica maggiori informazioni sulla battaglia di Grunwald. Il dipinto ha ispirato tra gli altri Stanisław Wyspiański, che ha compiuto dei riferimenti a Matejko in diverse sue opere.